# Scottish Open 1960
Die Scottish Open 1960 waren die 41. Austragung dieser internationalen Meisterschaften von Schottland im Badminton. Sie fanden Anfang des Jahres in Edinburgh statt.

## Finalresultate
| Disziplin    | Sieger                                   | Finalist                        | Ergebnis    |
| ------------ | ---------------------------------------- | ------------------------------- | ----------- |
| Herreneinzel | Trevor Coates                            | Hugh Findlay                    | 15–12, 15–4 |
| Dameneinzel  | Inge Hasselsteen                         | Tonny Holst-Christensen         | 11–6, 11–5  |
| Herrendoppel | Hugh Findlay Ronald Lockwood             | Robert McCoig W. Frank Shannon  | 15–10, 15–4 |
| Damendoppel  | Tonny Holst-Christensen Inge Hasselsteen | Maggie McIntosh Wilma Tyre      | 15–7, 15–5  |
| Mixed        | Tony Jordan June Timperley               | Ronald Lockwood Audrey Marshall | 15–5, 15–12 |